# Theta Ophiuchi
Theta Ophiuchi (θ Oph, θ Ophiuchi) là một hệ đa sao trong chòm sao xích đạo Xà Phu (Ophiuchus). Nó nằm trên "bàn chân phải" của người cầm con rắn, ngay phía tây nam của sao Kepler, một tân tinh năm 1604.

## Tên gọi
Theo Star Names: Their Lore and Meaning (Tên sao: Truyền thuyết và ý nghĩa của chúng) in năm 1899 của Richard H. Allen thì θ Oph cùng với ξ Oph tạo thành Wajrik trong tiếng Sogdia, nghĩa là "pháp sư",  Markhashik trong tiếng Khwarezm nghĩa là "bị rắn cắn", và với η Oph thành Tshiō trong tiếng Copt nghĩa là "con rắn" và Aggia nghĩa là "pháp sư".
Trong tiếng Trung, 天江 (Tiān Jiāng, Thiên Giang, nghĩa là sông trên trời) là tên gọi của một mảng sao nằm trong khoảnh sao Vĩ Tú (尾宿, Wěi Xiù), một trong nhị thập bát tú thuộc Thanh Long ở phương đông. Thiên Giang bao gồm 4 sao chính là HIP 84314, A Oph, θ Oph và b Oph cùng 11 sao tăng thêm. Như thế, tên gọi trong tiếng Trung của θ Oph là 天江三 (Tiān Jiāng sān, Thiên Giang tam, nghĩa là sao thứ ba của Thiên Giang.

## Đặc điểm
Ngôi sao này có cấp sao biểu kiến là +3,26, làm cho nó có thể dễ dàng nhìn thấy bằng mắt thường. Dựa trên các đo đạc thị sai từ nhiệm vụ Hipparcos, nó cách hệ Mặt Trời khoảng 436 năm ánh sáng (134 parsec). Nó nằm ở khoảng 1,8 độ về phía nam của hoàng đạo.
Theta Ophiuchi dường như là một hệ thống ba sao. Thành phần sáng nhất là một sao đôi quang phổ có chu kỳ quỹ đạo là 56,71 ngày và độ lệch tâm là 0,17. Thành phần thứ ba là ngôi sao cấp 5,5 với phân loại sao B5. Sự chia tách góc của nó từ cặp sao đôi quang phổ là 0,15 giây cung. Hệ thống này là một thành viên chuyển động riêng của nhóm phụ Thiên Yết Thượng trong quần sao OB Thiên Yết-Bán Nhân Mã, một quần tụ đồng di chuyển bao gồm các ngôi sao đồ sộ gần nhất với Mặt Trời.
Thành phần chính của hệ thống này là một sao biến quang loại Beta Cephei với chu kỳ chỉ 3h22m. Nó có khối lượng gần gấp 9 lần khối lượng Mặt Trời và bán kính gấp trên 6 lần bán kính Mặt Trời. Mặc dù mới chỉ 21 triệu năm tuổi, nó đã bắt đầu tiến hóa ra khỏi dãy chính và trở thành một sao gần mức khổng lồ với phân loại sao B2 IV. Ngôi sao khổng lồ này đang tỏa ra độ sáng khoảng 5.000 lần độ sáng của Mặt Trời từ bầu khí quyển bên ngoài của nó ở nhiệt độ hiệu dụng khoảng 22.260 K, tạo cho nó màu sắc lam trắng của một sao loại B.